# Li Runrun
Li Runrun (né le 24 février 1983) est un athlète chinois, spécialiste du saut en longueur. Son club est le Jiangsu.

## Biographie

### Palmarès
| Date | Compétition              | Lieu    | Résultat | Performance |
| ---- | ------------------------ | ------- | -------- | ----------- |
| 2005 | Jeux asiatiques en salle | Pattaya | 3e       | 7,50 m      |
| 2007 | Championnats d'Asie      | Amman   | 3e       | 7,84 m      |

### Records
| Épreuve                     | Performance | Lieu   | Date            |
| --------------------------- | ----------- | ------ | --------------- |
| Saut en longueur            | 8,22 m      | Wuhan  | 7 juillet 2007  |
| Saut en longueur (en salle) | 7,93 m      | Nankin | 22 février 2011 |